# Aisha Orazbayeva
Aisha Orazbayeva (* prosinec 1985) je kazašská houslistka. Studovala v Itálii a následně na londýnské Royal Academy of Music. Své první album nazvané Outside vydala v roce 2011 a vedle vlastních kompozic na něj zařadila skladby od Maurice Ravela, Helmuta Lachenmanna a dalších. V roce 2014 vydala album The Hand Gallery, na které zařadila například skladby od Johna Calea („Baby You Know“), Mortona Feldmana („For Aaron Copland“) a Steva Reicha („Violin Phase“).